# Hans Skirecki
Hans Skirecki (* 18. April 1935 in Siegersdorf, Landkreis Bunzlau, Provinz Niederschlesien; † 4. April 2016 in Berlin-Prenzlauer Berg) war ein deutscher Schriftsteller und Übersetzer.

## Leben
Skirecki war Diplom-Philologe. Er lebte in Berlin und war Verfasser von Erzählungen und Übersetzer zahlreicher literarischer Werke sowie Sachbücher aus dem Ungarischen. Eine enge Arbeitsbeziehung verband ihn mit Paul Kárpáti (1933–2017), mit dem er in den 1960er Jahren zwei Sprach- und Gesprächsbücher zur ungarischen Sprache erarbeitete und herausgab.
Skirecki war Mitglied des Schriftstellerverbandes der DDR; seit 1990 gehörte er dem Verband Deutscher Schriftsteller an und seit 1993 dem PEN-Zentrum Deutschland. 
Sein Grab befindet sich auf dem Georgen-Parochial-Friedhof I am Prenzlauer Berg.

## Auszeichnung
- 1998: Ungarische Ehrenplakette Pro Cultura Hungarica

## Werke
- Wir lernen ungarisch sprechen, Leipzig 1964 (zusammen mit Paul Kárpáti)
- Deutsch-ungarisches Gesprächsbuch, Leipzig 1968 (zusammen mit Paul Kárpáti)
- Ein Löwe war im Park, Berlin 1973
- Altmännersommer und andere Geschichten, Berlin 1976
- Warum hängt die Oma am Küchenfenster, Berlin 1977
- Ferien, mit Fischen und andere Geschichten. Eulenspiegel Verlag, Berlin 1981, ISBN 978-3-35900212-3.
- Eisblumen und andere Geschichten, Berlin 1985
- Eulen-Almanach der Traumdeutung, Eulenspiegel Verlag, Berlin 1987, Illustrationen von Hans-Eberhard Ernst

## Hörspiele
- 1976: Hinter Wittenberge – Regie: Barbara Plensat (Hörspiel – Rundfunk der DDR)
- 1980: László Hárs: Hier im Zimmer (Übersetzung) – Regie: Günter Bormann (Kinderhörspiel – Rundfunk der DDR)
- 1981: László Hárs: Ich war einmal ... oder: Die Zimmerreiseabenteuer des Helden Buci (Übersetzung) – Regie: Albrecht Surkau (Kinderhörspiel – Litera)

## Herausgeberschaft
- Der entschlossene Löwe, Berlin 1976
- Der gespaltene Direktor, Berlin 1977

## Übersetzungen
- László András: Der Fall Laurentis, Berlin 1981
- László András: Tod am Donauufer, Berlin 1978
- László András: Das tote Kamel, Berlin 1985
- Andor Bajor: Den Stier bei den Hörnern, Berlin 1978
- József Balázs: Das Glück auf Frankreichs Feldern, Zürich 1980
- József Balázs: Tausend Jahre wie ein Tag, Berlin [u. a.] 1980
- Attila Bartis: Der Spaziergang, Frankfurt am Main 1999
- András Berkesi: Die Nixe auf dem Siegelring, Berlin 1973
- Bulcsu Bertha: Das Känguruh, Berlin 1978
- Bevor der Mensch kam, Leipzig [u. a.] 1968 (übersetzt zusammen mit Karl-Heinz Jügelt)
- Ádám Bodor: Der Besuch des Erzbischofs, Zürich 1999
- Ádám Bodor: Schutzgebiet Sinistra, Zürich 1994
- Géza Csáth: Muttermord, Berlin 1989
- Géza Csáth: Tagebuch 1912–1913, Berlin 1990
- Zoltán Csernai: Ballade von der Sintflut, Berlin 1973
- Zoltán Csernai: Geheimnis auf dem Dach der Welt, Berlin 1970
- Mariann Csernus: Wer warst du, meine Tochter?, Berlin 1996
- István Csurka: Wer setzt schon auf Fortuna, Berlin 1982
- Tibor Déry: Erdachter Report über ein amerikanisches Pop-Festival, Berlin 1974
- Tibor Déry: Ein feiner alter Herr, Berlin 1988
- Tibor Déry: Fröhliches Begräbnis, Berlin 1995
- Tibor Déry: Kein Urteil, Berlin 1983
- Draußen das Lamm, drinnen der Wolf, Berlin 1985
- István Eörsi: Bei Phalaris, Reinbek bei Hamburg 1987
- István Eörsi: Erinnerung an die schönen alten Zeiten, Reinbek bei Hamburg 1991
- István Eörsi: Hiob proben, Frankfurt am Main 1996
- István Eörsi: Ich fing eine Fliege beim Minister, Klagenfurt [u. a.] 1991
- István Eörsi: Das Opfer. Der Staatsmann und seine Schatten, Klagenfurt [u. a.] 1993 (übersetzt zusammen mit Ursula Grützmacher-Tabori)
- István Eörsi: Tage mit Gombrowicz, Leipzig 1997
- István Eörsi: Das Verhör. Jolán und die Männer, Frankfurt am Main 1984  (übersetzt zusammen mit Hans-Henning Paetzke)
- Die Erde, Leipzig [u. a.] 1965
- János Erdődy: Unter der Regenbogenfahne, Berlin 1976
- Péter Esterházy: Donau abwärts, Salzburg [u. a.] 1992
- Péter Esterházy: Verbesserte Ausgabe, Berlin 2003
- Judit Fenákel: Das Kellerrestaurant, Berlin 1982
- F. László Földényi: Abgrund der Seele, München 1994
- László F. Földényi: Caspar David Friedrich, München 1993
- László F. Földényi: Dostojewski liest in Sibirien Hegel und bricht in Tränen aus, Berlin 2008
- László F. Földényi: Ein Foto aus Berlin, München 1996
- László F. Földényi: Mit dem Unbegreiflichen leben, Berlin 2000 (übersetzt zusammen mit Akos Doma)
- Andor Fóti: Die Gäste aus Loge zwei, Berlin 1979
- Margit Gáspár: Stiefkind der Musen, Berlin 1969
- Emil Gelenczei: Spiel mit gegen Großmeister!, Berlin 1974
- Emil Gelenczei: 200 Eröffnungsfallen, Berlin 1964
- Emil Gelenczei: 200 neue Eröffnungsfallen, Berlin 1973
- Andor Endre Gelléri: Zauberer hilf!, Berlin 1979
- Ágnes Gergely: Die Dolmetscherin, Berlin 1983
- Ágnes Gergely: Die Unbehüteten, Berlin 2002
- Nándor Gion: Der Soldat mit der Blume, Berlin 1993
- Endre Gömöri: Die Wahrheit über Trebitsch, Berlin 1988
- Béla Hamvas: Philosophie des Weins, Berlin 1994
- György Hargitay: Torwarttraining, Berlin 1980
- Géza Hegedüs: Die gepanzerten Heiligen, Budapest 1969
- Jenö Heltai: Haus der Träume, Berlin [u. a.] 1975
- Mihály Hoppál: Schamanen und Schamanismus, Augsburg 1994
- Béla Horgas: Unter Kindern, Leipzig [u. a.] 1981
- Tibor Hortobágyi: Bergland-Fantasie, Budapest 1989
- In uns liegt ein schönes Land verborgen, Berlin 1993 (übersetzt zusammen mit Wolfgang Rackebrandt)
- Mór Jókai: Bis zum Nordpol, Berlin 1989
- Frigyes Karinthy: Die neuen Reisen des Lemuel Gulliver, Berlin 1983
- Frigyes Karinthy: Die Reise nach Faremido. Capillaria, Budapest 1999
- Frigyes Karinthy: Reise um meinen Schädel, Berlin 1985
- Béla Kéki: 5000 Jahre Schrift, Leipzig [u. a.] 1976
- Ákos Kertész: Haß hat seinen Preis, Berlin 1995
- Ákos Kertész: Wer wagt, gewinnt, Berlin [u. a.] 1981 (übersetzt zusammen mit Jörg Buschmann)
- Imre Kertész: Eine Geschichte, Salzburg [u. a.] 1994 (übersetzt zusammen mit Kristin Schwamm)
- Károly Klimó: Bilder und Zeichnungen, München 1996 (übersetzt zusammen mit Hannelore Schmör-Weichenhain)
- Éva Körner: Die ungarische Kunst zwischen den beiden Weltkriegen, Dresden 1974
- Vilmos Kondor: Der leise Tod, München 2010
- Dezső Kosztolányi: Der goldene Drachen, Berlin 1999
- László Krasznahorkai: Der Gefangene von Urga, Zürich 1993
- László Krasznahorkai: Gnadenverhältnisse, Berlin 1988 (übersetzt zusammen mit Juliane Brandt)
- László Krasznahorkai: Krieg und Krieg, Zürich 1999
- László Krasznahorkai: Melancholie des Widerstands, Zürich 1992
- László Krasznahorkai: Satanstango, Reinbek bei Hamburg 1990
- Gyula Krúdy: Schlemmergeschichten, Berlin 1978
- Gyula Krúdy: Serenade vom durchstochnen Herzen, Berlin 1984
- Gyula Krúdy: Traumbuch, Budapest 1989
- Die Künstlerkolonie Szolnok, Dresden 1978 (übersetzt zusammen mit Johannes Kübler)
- Endre Kukorelly: Die Rede und die Regel, Frankfurt am Main 1999
- Kunst aus Ungarn, Berlin 1996
- Ernő Kunt: Im Angesicht des Todes, Leipzig [u. a.] 1990
- Gyula Kurucz: Das Evangelium des Lukács, Berlin 1994
- Annamaria Lammel: Wie Adam den Apfel verschluckte, Berlin 2003
- Landwirtschaftliche Betriebslehre, Berlin 1962
- Ervin Lázár: Arnika, die Entenprinzessin, Berlin 1988
- Ervin Lázár: Bersian und Meister Schräubchen, Berlin 1983
- Dénes Lengyel: Der Wunderhirsch, Berlin 1986
- Luise Lévay: Spielerisches Kinderturnen, Berlin 1961
- Iván Mándy: Arnold, der Walfischfänger, Berlin 1982
- Iván Mándy: Kino alter Zeiten. Was gibt’s, Alter?, Berlin 1975
- Iván Mándy:  Stummel und das graue Pferd, Berlin 1986
- Sándor Márai: Bekenntnisse eines Bürgers, Chemnitz
  - 1 (1990)
  - 2 (2000)
- Sándor Márai: Land, Land!, Berlin
  - 1 (2000)
  - 2 (2000)
- Sándor Márai: Tagebücher, Berlin
  - 1. Auszüge, Fotos, Briefe, Dokumentationen, 2000
  - 2. 1984–1989, 2000
  - 3. 1976–1983, 2001
  - 4. 1968–1975, 2001
  - 5. 1958–1967, 2001
  - 6. 1945–1957, 2001
  - 7. 1943–1944, 2001
- Miklós Mészöly: Familienflut, München 1997
- Miklós Mészöly: Hohe Schule, Berlin 1981
- Katalin Mezey: Erzählungen, Budapest 1991
- György Moldova: Unter den Gaslaternen, Berlin 1971
- György Moldova: Vierzig Prediger, Berlin 1977
- Zsigmond Móricz: Die Pfeife des Silberkönigs. Täppischer Jankó, Budapest 1992
- Miklós Munkácsi: Herausforderung, Berlin 1986
- Lajos Nagy: Der Schüler, Berlin 1973
- István Nemere: An der Grenze der Finsternis, Berlin 1985
- István Nemeskürty: Abriß der Kulturgeschichte Ungarns, Budapest 1994
- Mihály Nemessúri: Funktionelle Sportanatomie, Berlin 1963
- Szilveszter Ördögh: Kein Frieden für Lázár, Berlin 1986
- János Pálfai: Modernes Fußballtraining, Berlin 1964 (übersetzt zusammen mit Alexander Tinschmidt)
- József Pálfy: NATO, Allianz ohne Zukunft, Berlin 1972
- Károly Pap: Azarel, München 2004
- Miklós Radnóti: Monat der Zwillinge, Enger/Ostwestfalen 1993
- Miklós Radnóti: Offenen Haars fliegt der Frühling, Enger/Ostwestfalen 1993 (übersetzt zusammen mit Franz Fühmann)
- Sándor Radó: Dora meldet, Berlin 1974
- Raketen, Sterne, Rezepte, Berlin 1980
- Paul Salamon: Die Schule der Träume, Berlin 1995
- Paul Salamon: Der Wahrsager, Berlin 1999
- György Schwajda: Die heilige Familie, Berlin 1984
- György Schwajda: Die Jünglingsmutter, Berlin 1988
- Barna Sipkay: Und auf dem Hals das Leben, Berlin 1976
- György Spiró: Hühnerköppe, Berlin 1988
- György Spiró: Ein Tartüff, Berlin 1985
- Jenő R. Szabó: Die Werkstatt der Welt, Berlin 1978
- Károly Szakonyi: Sendestörung, Berlin 1973
- Katalin Szécsi: Versteckspiel der Tiere, Budapest 1974
- Sándor Tar: Ein Bier für mein Pferd, Berlin 1999
- Gábor Thurzó: Kein Tuch über dem Spiegel, Berlin 1979
- Sándor Somogyi Tóth: Mancher wird zweimal geboren, Berlin 1977
- Arvo Valton: Zugluft, Berlin 1983 (übersetzt zusammen mit Alexander Baer)
- Zsuzsa Vathy: Wir blicken auf das Schöne, Berlin 1999
- Endre Vészi: Verlorene Gesichter, Berlin [u. a.] 1982
- Wege nach Paris und Berlin, Berlin 1995 (übersetzt zusammen mit Anikó Vinzelberg)
- Imre Wirth: Geschichten aus dem Eskimokrieg, Berlin 1996
- Ferenc Zágoni: Regattafieber, Berlin 1974
- Miklós Zalka: Die Belagerung, Berlin 1984
- Zeitgenössische Kunst aus Ungarn, München 1999